# Pej-chaj
Pej-chaj (čínsky pchin-jinem Běihǎi, znaky 北海) je městská prefektura na jihu autonomní oblasti Kuang-si v Čínské lidové republice. Jedná se o důležitý přístav na severním břehu Tonkinského zálivu, severozápadně od Lejčouského poloostrova. Celá prefektura má rozlohu 3 794 km² a žijí v ní necelé dva miliony obyvatel. Nejpoužívanějším jazykem je kantonština, užívání standardní čínštiny je v menšině. Z etnického hlediska naprosto převažují Chanové, mezi přítomné menšiny patří Čuangové.
Od 14. srpna 2011 je Pej-chaj partnerským městem Jablonce nad Nisou.

## Název
Pej-chaj odvozuje své jméno podle původní, stejnojmenné rybářské vesnice, která se nacházela u přírodního přístavu na severní straně malého poloostrova na jihu dnešní Pejchajské prefektury (konkrétně na území městského obvodu Chaj-čcheng). Vesnice byla situována tak, že na své severní straně (北 – pej) čelila moři (海 – chaj), odtud tedy Pej-chaj (北海).

## Historie

### Císařská doba
V dobách říše Čching byla Pej-chaj součástí okresu Che-pchu, jenž byl sídlem prefektury Lien-čou (廉州府), tehdy náležející k provincii Kuang-tung. V roce 1662 byla za vlády císaře Kchang-si v Pej-chaji zřízena vojenská posádka. V roce 1876 byla v souladu s Čchifuskou konvencí zpřístupněna některá přístavní města pro námořní obchod s cizinci, včetně Pej-chaje, což mimo jiné motivovalo rozvoj zdejšího přístavu, v jehož blízkosti se poté usazovali Evropané a osm západních států (Spojené království, Spojené státy americké, Německo, Rakousko-Uhersko, Francie, Itálie, Portugalsko a Belgie) zde vybudovaly ambasády, nemocnice, kostely, školy a celnice. Dodnes se dochovalo 15 z těchto budov.

### 20. století
Po vzniku Čínské republiky bylo v roce 1912 v Pej-chaji zřízeno samosprávné sdružení vykonávající městskou administrativu. V roce 1926 byl v zřízen politický přípravný úřad, který byl přímo podřízený vládě provincie Kuang-tung. V roce 1929 byl oficiálně stanoven status Pej-chaje jako městysu (北海镇). Ke konci čínské občanské války bylo město 4. prosince 1949 obsazeno 382. a 384. plukem Čtvrté polní armády ČLOA a stalo se součástí Čínské lidové republiky.
Tehdejší okres Che-pchu se stal součástí prefektury Nan-lu (南路专区) v provincii Kuang-tung. V roce 1950 se následně stal součástí prefektury Čchin-lien (钦廉专区), jenž byla spravován z Pej-chaje. V lednu 1951 přešel městys Pej-chaj pod přímou správu vlády provincie Kuang-tung, přičemž správa prefektury se přesunula do okresu Čchin (钦县), který byl zároveň přejmenován na prefekturu Čchin-čou (钦州专区). Od května 1951 byla Pej-chaj opět podřízena prefektuře Čchin-čou a takto byla spravována z provincie Kuang-si; oficiálně se však stala součástí provincie až v březnu 1952. Následně byl z okresu Che-pchu vyčleněn okres Pchu-pej. V roce 1953 se správa celé prefektury přesunula do okresu Che-pchu.
V roce 1955 byla prefektura Čchin-čou vrácena k provincii Kuang-tung a přejmenována na prefekturu Che-pchu (合浦专区), přičemž městský okres Pej-chaj byl oddělen od prefektury a opět se dostal pod přímou kontrolu vlády provincie Kuang-tung. V roce 1956 byl městskému okresu Pej-chaj snížen status a opětovně byl podřízen prefektuře Che-pchu. V roce 1958 byly Pchu-pej (浦北) a Pej-chaj znovu přičleněny k okresu Che-pchu a z Pej-chaje se v době Velkého skoku vpřed stala lidová komuna. V roce 1959 bylo Che-pchu přičleněna k prefektuře Čan-ťiang (湛江专区), přičemž Pej-chaj obdržela status městysu okresní úrovně (县级镇). V roce 1964 se Pej-chaj opět stala městským okresem.
V červnu 1965 byl městský okres Pej-chaj a okres Che-pchu převeden z provincie Kuang-tung do Čuangské autonomní oblast Kuang-si, kde byla znovu zřízena prefektura Čchin-čou; okres Pchu-pej byl znovu vyčleněn z okresu Che-pchu.
V roce 1971 došlo ke změně v čínské terminologii a prefektura Čchin-čou byla oficiálně přejmenována (钦州专区→ 钦州地区; v českém překladu se změna neprojeví).
V roce 1982 se město Pej-chaj stalo otevřeným městem pro zahraniční turismus. 8. října 1983 byl městský okres Pej-chaj vyjmut z prefektury Čchin-čou a přešel do přímé podřízenosti autonomní oblasti Kuang-si. Pej-chaj také obdržela status městské prefektury. V dubna 1984 byla Pej-chaj určena jako jedno ze 14 „otevřených pobřežních měst“ (podobné statusu speciální ekonomické zóny).
11. září 1984 byl v Pej-chaji vytvořen obvod Chaj-čcheng. 21. května 1987 byl okres Che-pchu převeden z prefektury Čchin-čou do podřízenosti úřadům v Pej-chaji. 17. prosince 1994 byly vytvořeny obvody Jin-chaj a Tchie-šan-kang.

### 21. století
9. listopadu 2010 byla Pej-chaj ustavena jako národní kulturní a historické město.
Od 30. listopadu do 2. prosince 2011 se v Pej-chaji konala 24. světová konference Hakka.

## Geografie

Městská prefektura Pej-chaj (modře) ma mapě autonomní oblasti Kuang-si

### Poloha
Pej-chaj se nachází na jihu autonomní oblasti Kuang-si ve středojižní Číně, na pobřeží Tonkinského zálivu, severozápadně od poloostrova Lej-čou. Na severu Pej-chaj hraničí s městskou prefekturou Čchin-čou, na severovýchodě s městskou prefekturou Jü-lin a na východě s provincií Kuang-tung, konkrétně s městskou prefekturou Čan-ťiang.

### Podnebí
Pej-chaj leží v subtropickém podnebném pásu, konkrétně má vlhké subtropické podnebí až tropické monzunové podnebí. Zimní období (říjen – březen) je poznamenáno zimními, severojižními monzuny, letní období (duben – září) je ovlivněno vyšším tlakem tropického pásu a silnými, jižními větry; léta bývají spíše mírná.
| Pej-chaj – podnebí                      | Pej-chaj – podnebí | Pej-chaj – podnebí | Pej-chaj – podnebí | Pej-chaj – podnebí | Pej-chaj – podnebí | Pej-chaj – podnebí | Pej-chaj – podnebí | Pej-chaj – podnebí | Pej-chaj – podnebí | Pej-chaj – podnebí | Pej-chaj – podnebí | Pej-chaj – podnebí | Pej-chaj – podnebí |
| Období                                  | leden              | únor               | březen             | duben              | květen             | červen             | červenec           | srpen              | září               | říjen              | listopad           | prosinec           | rok                |
| --------------------------------------- | ------------------ | ------------------ | ------------------ | ------------------ | ------------------ | ------------------ | ------------------ | ------------------ | ------------------ | ------------------ | ------------------ | ------------------ | ------------------ |
| Nejvyšší teplota [°C]                   | 27,9               | 29,9               | 31,5               | 33,4               | 35,8               | 36,2               | 36,2               | 37,1               | 36,4               | 34,7               | 32,0               | 28,8               | 37,1               |
| Průměrné denní maximum [°C]             | 18,7               | 19,7               | 22,5               | 27,0               | 30,4               | 31,6               | 32,0               | 31,8               | 31,2               | 29,1               | 25,3               | 21,2               | 26,7               |
| Průměrná teplota [°C]                   | 14,6               | 15,9               | 18,9               | 23,4               | 26,8               | 28,6               | 29,0               | 28,5               | 27,4               | 24,8               | 17,5               | 13,5               | 22,4               |
| Průměrné denní minimum [°C]             | 11,8               | 13,4               | 16,3               | 20,9               | 24,1               | 26,1               | 26,4               | 25,8               | 24,6               | 21,8               | 17,5               | 13,5               | 20,2               |
| Nejnižší teplota [°C]                   | 3,3                | 2,6                | 3,5                | 9,6                | 15,0               | 19,9               | 22,2               | 18,7               | 16,1               | 12,0               | 6,4                | 2,6                | 2,6                |
| Průměrné srážky [mm]                    | 33,9               | 41,5               | 59,0               | 77,8               | 131,9              | 285,4              | 394,8              | 395,3              | 215,5              | 79,6               | 38,3               | 22,2               | 1 775,2            |
| Relativní vlhkost [%]                   | 78                 | 83                 | 84                 | 84                 | 81                 | 82                 | 82                 | 84                 | 81                 | 76                 | 73                 | 72                 | 80                 |
| Zdroj: 中国气象数据网 a 北海 - 气象数据 |                    |                    |                    |                    |                    |                    |                    |                    |                    |                    |                    |                    |                    |

### Vodstvo
Říční systém je v prefektuře Pej-chaj málo rozvinutý, většina toků je krátkých a sezónních. Mezi větší toky patří řeka Nan-liou, protékající okresem Che-pchu, či řeka San-che-kchou. Nachází se zde také několik menších vodních nádrží, zejména Niou-wej-ling, Li-jü-ti a vodní nádrž Che-pchu.

## Administrativní dělení
Městská prefektura Pej-chaj se dělí na čtyři celky okresní úrovně, a to tři městské obvody a jeden okres.
| městský obvod · Chaj-čcheng městský obvod · Jin-chaj městský obvod · Tchie-šan-kang okres · Che-pchu |          |                       |                    |                                  |
| Název                                                                                                | Název    | Počet obyvatel (2020) | Rozloha km² (2020) | Hustota zalidnění (obyv. na km²) |
| český přepis                                                                                         | znaky    | Počet obyvatel (2020) | Rozloha km² (2020) | Hustota zalidnění (obyv. na km²) |
| Městské obvody                                                                                       |          |                       |                    |                                  |
| Chaj-čcheng                                                                                          | 海城区   | 527 895               | 151                | 3 487                            |
| Jin-chaj                                                                                             | 银海区   | 315 196               | 511                | 617                              |
| Tchie-šan-kang                                                                                       | 铁山港区 | 145 943               | 493                | 296                              |
| Okres                                                                                                |          |                       |                    |                                  |
| Che-pchu                                                                                             | 合浦县   | 864 193               | 2 640              | 327                              |
| |          |                       |                    |                                  |
| Celkem                                                                                               | Celkem   | 1 853 227             | 3 794              | 489                              |

## Ekonomika
V roce 1984 byla Pej-chaj designována jako jedno ze 14 „otevřených pobřežních měst“.
V devadesátých letech 20. století Pej-chaj zaznamenala růst v souvislostí s rychlou urbanizací, který byl avšak následovaný lokálním kolapsem trhu s nemovitostmi a vedl k útlumu.
V roce 2001 byl založen Průmyslový park Pej-chaj, zaměřený na výrobu elektronických výrobků, nicméně byl zastíněn úspěchem dalších přístavních měst, jako např. Šen-čen. Následně v roce 2007 vznikl Průmyslový park Tchie-šan-kang, soustředěný na těžký a petrochemický průmysl.
Další růst Pej-chaj zaznamenala zejména po světové krizi z roku 2008, na kterou čínská vláda reagovala zvýšením investičních výdajů, což se v Pej-chaji projevilo masivní výstavbou infrastruktury.
Pej-chaj je jako logisticky významné přístavní město zapojena do iniciativy Nová hedvábná stezka.

## Partnerská města
- Haiphong, Vietnam
- Tulsa, USA
- Jacuširo, Japonsko
- Hat Yai, Thajsko
- Pchohang, Jižní Korea
- Jablonec nad Nisou, Česko[2]